# Френки де Йонг
Френки де Йонг (на нидерландски: Frenkie de Jong) (роден 12 май 1997 г.) е нидерландски футболист, полузащитник на Барселона и националния отбор по футбол на Нидерландия.

## Кариера
Де Йонг започва професионалната си кариера през 2015 г. в отбора на Вилем II, а през 2016 г. преминава в Аякс.
През лятото на 2019 г. се присъединява към състава на Барселона, с трансфер на стойност от 75 млн. евро.

## Постижения
Аякс
- Ередивиси: 2018/19
- Купа на Нидерландия: 2018/19
- Лига Европа финалист: 2016/17

Барселона
- Ла Лига: 2022/23, 2024/25
- Купа на краля: 2020/21, 2024/25
- Суперкупа на Испания: 2023, 2025

Нидерландия
- Лига на нациите на УЕФА финалист: 2018/19